# Socjalistyczna Partia Nikaragui
Partido Socialista Nicaragüense, partia marksistowska, została założona w 1944. Kontynuowała działalność Komunistycznej Partii Nikaragui (założonej z kolei w 1925). W 1945 została zdelegalizowana. Rzeczniczka walki z imperializmem i dyktaturą rodziny Somozów. Brała udział w międzynarodowej Naradzie Partii Komunistycznych i Robotniczych w Moskwie w 1960. Organy prasowe stanowiły gazety Tribuna i czasopismo teoretyczne Ideas Nuevas.